# 譚希思
譚希思（1542年—1610年），字子誠，號岳南，湖廣承宣布政使司長沙府茶陵州（今湖南省株洲市茶陵縣）人，明朝政治人物、同進士出身。

## 生平
萬曆元年（1573年）癸酉科湖廣鄉試第六十六名。萬曆二年（1574年）甲戌科進士。初授江西万安县知县，調令永丰，皆有惠政。萬曆十一年（1583年）擢任南京江西道監察御史，后擔任南京福建道御史，萬曆十二年六月上奏抨击宦官、外戚，并请求遵循旧制，在内阁设置丝纶簿，在宫门设置铁牌。神宗下诏指派南京都察院负责勘查、问讯，打算以诬陷、期满罪名处理谭希思。當時袁洪愈已经改任别职，代替他的人还没到任，于是他详细陈述谭希思意见，在王可大《国宪家猷》和薛应旗《宪章录》两书中都有记载。神宗认为他的依据不是朝廷颁布的制书，仍然降其职。十三年三月降欽州判官，累升至尚寶司司丞。萬曆二十年（1592年）七月，升任南京大理寺右寺丞，八月改應天府府丞，十一月調順天府府丞。萬曆二十二年正月，以都察院右僉都御史、巡撫四川，参与围剿播州楊應龍。因主撫，二十七年考察調用南京。

## 家族
曾祖父譚玉瑚；祖父譚光宿；父譚則乾，冠帶生員。母李氏。具庆下。